# Marie-Thérèse Rossel
Marie-Thérèse Rossel (Elsene, 1 februari 1910 - 18 juni 1987) was directrice van Belgische kranten. 

## Biografie
Marie-Thérèse Rossel was de dochter van Victor Rossel (Brussel, 23 juli 1873 - 16 december 1935) die het werk van zijn vader Emile Rossel (Mons, 23 september 1844 - 25 augustus 1915) opvolgde in december 1887 en de krant Le Soir oprichtte. Dit was de mediagroep Groupe Rossel in Brussel.
Na het onverwachte overlijden van haar vader in 1935 werd Marie-Thérèse in 1936 aandeelhoudster, ze was toen 25 jaar oud. Het is pas na de dood van Lucien Fuss die tot 1946 de krant leidde dat ze de rol als directie over de krant overneemt. Ze leidde de krant tot 1969 waar ze de bijnaam 'la patronne' draagt, ze liet haar positie over in de handen van Jean Corvilain, de schoonzoon van Lucien Fuss.
Onder haar autoriteit blijft Rossel verder ontwikkelen met La Meuse, La Lanterne (1966), La Nouvelle Gazette, La Province en Le progrès (1968).

## Naamgeving
De asteroïde (1350) Rosselia is naar haar vernoemd.